# 劉豹 (匈奴)
劉豹，中國东汉至三國時代的匈奴人。南匈奴單于於夫羅之子（可能是後人假托），漢趙光文帝劉淵之父，妻子呼延氏。

## 生平
188年，由於南匈奴的動亂，劉豹因此留居漢地。196年，其叔呼廚泉在於夫羅死後繼位單于，劉豹則成為左賢王，後接掌了匈奴左部（匈奴五部的其中一部）。

## 研究

### 唐长孺的研究
武汉大学历史系主任唐长孺教授指出，刘豹的世系和事迹有三个疑点
一：《晋书·刘元海载记》称刘豹之死在秃发树机能反晋之后，也就是泰始十年（274年），而刘豹为左贤王是在呼厨泉始立之时，也就是东汉兴平二年（195年），从这一年到泰始十年有八十年之久，即使刘豹以二十岁左右为左贤王，则死时也在百岁左右，而刘渊生于曹魏嘉平年间（249年至253年），则刘豹生刘渊的年龄超过了七十岁，有点不近情理。
二：《晋书·刘元海载记》称“会豹卒，以元海代为左部帅”，似乎以刘豹卒于任上，即由其子刘渊继承，但《晋书·卷三·武帝纪》记载泰始八年（272年）“左部帅李恪杀（刘）猛而降”，又《晋书·卷九七·北狄匈奴传》称“乃潜诱左部督李恪杀猛”，左部督也即是左部帅。假使刘豹死后即由刘渊继任，试问如何安插这个李恪。
三：《晋书·刘元海载记》称刘渊为新兴匈奴人，新兴是匈奴五部中北部所居地。《元和郡县志·卷一四》：秀容故城，在县南三十里。刘元海感神而生，姿容秀美，因以为名也。秀容城在新兴以北，刘渊生于此城，自然为新兴人。《晋书·卷一百二》称“新兴太守郭颐辟为主簿”，州郡掾属照例辟本地人，可证刘氏世居新兴。《晋书·卷一百三》称刘曜“隐迹管涔山”，《水经·汾水注》称“水出太原汾阳县北管涔山”，郦道元注“刘渊族子曜尝隐避于管涔之山”，这座山和秀容相近，也在新兴西北，是刘曜为新兴人。如上所举可证刘渊为新兴人，《载记》并没有错，下面不举县名是因为秀容胡人所居，不居于县之故。但刘渊即是匈奴北部人，何以作左部帅，刘豹以左贤王领左部帅应为左部人，何以父子异部？《晋书·刘元海载记》称“会豹卒，以元海代为左部帅，太康末，拜为北部都尉。”《文选·卷四九》干宝《晋纪总论》称“彼刘渊者离石之将兵都尉。”李善注“太康八年，诏渊领北部都尉。”离石是单于王庭，既不是北部，也不是左部，只是刘渊起兵时曾驻其地，刘渊的本官实是北部都尉。《魏书·卷九五·匈奴刘聪传》称“及魏分匈奴之众为五部，以豹为左部帅……豹卒，渊代之。后改帅为都尉，以渊为北部都尉。”魏收五胡诸传因袭《十六国春秋》，所以与《晋书》多合，但帅与都尉既然是一官的改称，刘渊已先为左部帅，何故以改官名的原因并改其领部？部落酋长是不能像地方官那样随便调动的，刘渊以北部人领左部，又从左部调回北部是难以理解的。又《晋书·刘元海载记》称成都王司马颖拜刘渊为北单于，此时早已没有北匈奴，何来北单于，且南单于此时也已虚位，假使刘渊为南单于嫡裔，为何不叫他当南单于。这些纠纷都由于刘渊不是南匈奴之族而发生，他实际是北部屠各人，领北部都尉，所以任之为北单于。刘渊既是北部人，为北部都尉，他与左部的关系不能很深，可是他的父亲刘豹又长期担任左部都尉，这是非常费解的。
唐长孺认为《晋书·刘元海载记》所述有伪托之嫌，《晋书·刘元海载记》出于《十六国春秋》，而《十六国春秋》的根据大约出于和苞《赵记》之类，那是前赵史官颂扬其君主的著作，自然完全照刘曜自己所述记下来，且为之修饰，大都是靠不住的。刘渊的假托世系，自然要首先取得匈奴贵族如刘宣等的承认，此时匈奴部族实际上已不存在，大体分为屠各、羯胡、卢水胡三大类，一个屠各酋长掌握的实力要比空名的左右贤王大得多，刘宣等凭借屠各实力而假以刘渊南单于世嫡的空名，企图恢复匈奴旧业，这样就造成了合作。王莽时卜者王郎假托成皇帝之子，居然取得赵国大豪的拥护，在河北形成很大的势力，就不会疑惑为什么刘渊能够这样做了。但同时代的人却大都知道这种诡计，所以“屠各”之称，在史籍上还可以找到痕迹。

### 周伟洲的研究
陕西师范大学西北民族研究中心主任周伟洲教授认为，唐长孺关于《晋书·刘元海载记》所记世系及事迹的几个疑点，大部分是可以解释清楚的。比如关于刘豹生刘渊时年龄是否超过了七十岁，唐长孺是以假设刘豹二十岁左右为左贤王为前提的，这仅是一种假设，匈奴单于子弟在未成年时任左、右贤王是完全可能的。假设刘豹七八岁任左贤王，那么他五十多岁生刘渊就合乎情理了。因为文献记载简约，各种假设均有可能，所以不能以此否定刘豹为刘渊的父亲。又如左部帅刘豹死后其子刘渊继任左部帅，其间为何又出现“左部帅李恪”一事。《晋书·北狄匈奴传》等云李恪为刘猛的“左部督”(左部帅) ，这与刘渊所任匈奴五部帅中的“左部帅”并非一职； 其次《晋书》卷五七《胡奋传》是记载“刘猛帐下将李恪斩猛而降”，到底“帐下将”“左部督 (帅)”哪一个正确，也很难立即下结论。
再如刘渊父子为新兴(北部) 人，为何不为北部帅(都尉)，而任左部帅？刘渊渊任左部帅，为何后又任北部帅(都尉)、北单于呢? 这些问题是很容易理解的。周伟洲认为，魏晋时南匈奴单于、王侯对自己所领部属的关系已由直接统治变为间接统治；魏、晋统治者往往将他们调离本部落，或为幕府，或任其他部帅(都尉)，以分而治之。而以南单于及其后裔为首的匈奴贵族、豪右虽有单于、王侯的名号，部帅、都尉的封号，但无实际管理部落的权力。这正如上引刘宣的言论：“自汉亡以来，魏、晋代兴，我单于虽有虚号，无复尺土之业。自诸上侯，降同编户。”“刘氏虽分居五部，然皆家居晋阳汾、涧之滨。”刘渊之任左部帅或北部都尉不过是晋朝所封的虚号，都是由晋朝统治者根据其分化政策的需要而改变的。当然，在晋朝某个时期，为了某种需要，也遣一些部都尉返其所统之部，征集军队或驻防该部。如《水经注》卷六《汾水》云：“汾水之右有左部城，侧临汾水， 盖刘渊为晋都尉所筑也。”综上，周伟洲相信史籍确切记载刘渊一族的族姓是南匈奴单于的后裔，原姓虚连题氏，后改为刘氏； 至于史籍又称其为“屠各”，是因魏晋时事实上纯粹的匈奴部族已不复存在，屠各一名已变为对匈奴，特别是汉化了的匈奴泛称。

### 陈勇的研究
中国社会科学院民族学与人类学研究所民族历史研究室研究员陈勇指出，单于呼厨泉在邺城充当人质，右贤王去卑返回监国，始终维持了他们的胡姓、胡名，只有于扶罗之子、左贤王某改为汉姓、汉名，是不可思议的，于扶罗之子、左贤王某所使用的姓名，应该也是胡姓、胡名，他被称为刘豹，其实是后人的附会。